# Michael Schenk (Ingenieur, 1953)

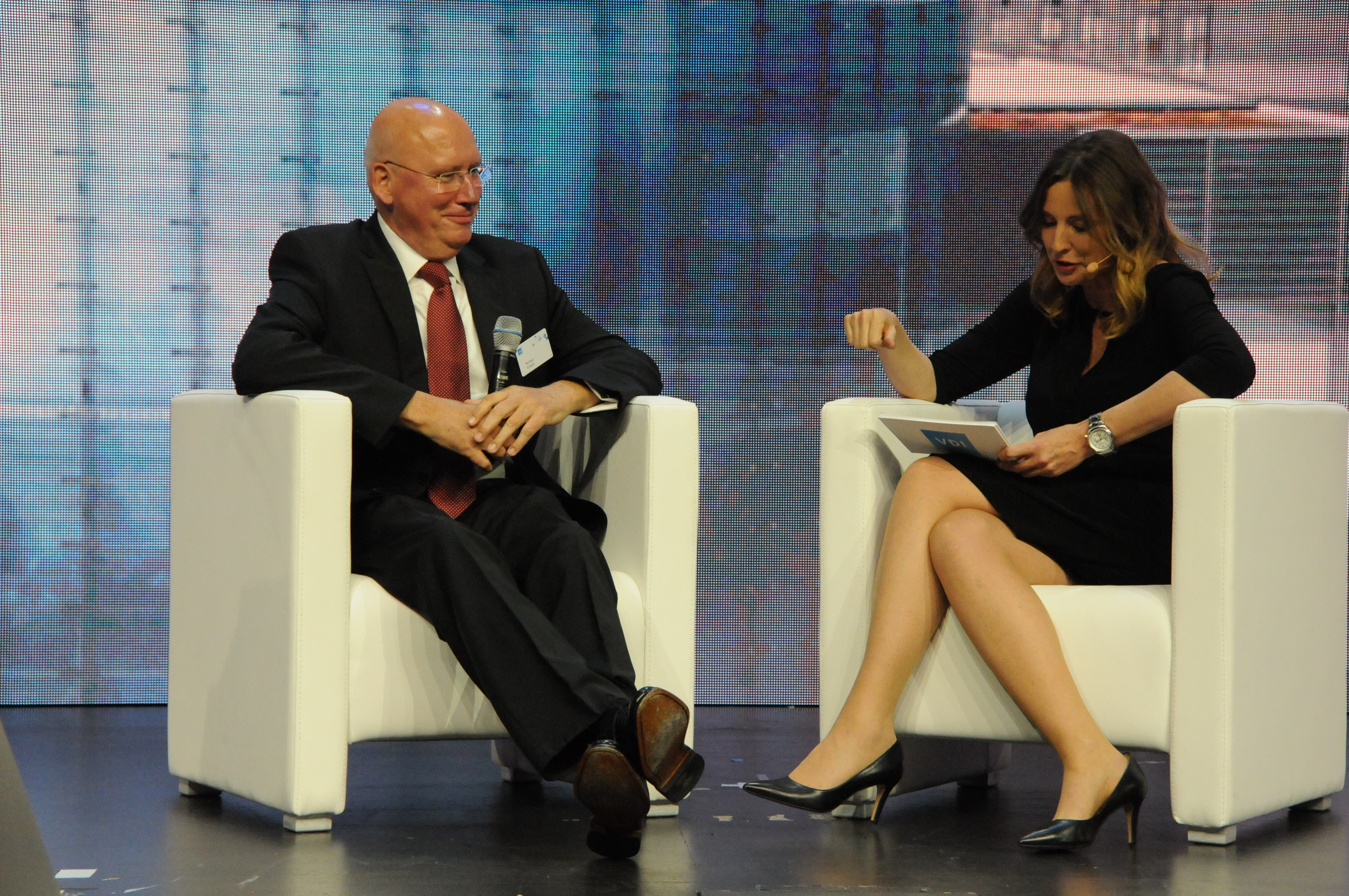
Michael Schenk im Gespräch mit Kristina zur Mühlen auf dem Deutschen Ingenieurtag 2017

Michael Schenk (* 16. April 1953 in Roßlau (Elbe)) ist ein deutscher Forscher und Hochschullehrer. Von 1994 bis 2019 war er Leiter des Fraunhofer Institutes für Fabrikbetrieb und -automatisierung (IFF). Von 2003 bis 2019 wurde er zum Universitätsprofessor – Lehrstuhl für Logistische Systeme – an der Otto-von-Guericke-Universität Magdeburg berufen.

## Leben
Michael Schenk wuchs in Dessau auf und ging anschließend für sein Studium der Mathematik an die Technische Hochschule »Otto-von-Guericke« Magdeburg, heute Otto-von-Guericke-Universität Magdeburg. Nach Promotion und Habilitation bei Prof. Eberhard Gottschalk wurde er 1989 zum Hochschulprofessor für Produktionsprozesssteuerung an der gleichen Einrichtung berufen. Im Folgejahr erhielt er den Forschungspreis der Otto-von-Guericke-Universität Magdeburg.
Michael Schenk war eine maßgebliche Kraft hinter dem Aufbau des Fraunhofer IFF als eines der ersten acht Institute in den neuen Bundesländern und dem ersten in Sachsen-Anhalt. Mit Gründung als Institut übernahm er 1992 die Leitung der Abteilung Logistik, Produktionsplanung und -steuerung. Bereits 1994 trat er das Amt der Institutsleitung an. Parallel erfolgte die Berufung zum Professor für das Fachgebiet Fabrikplanung und Logistik am Institut für Arbeitswissenschaft, Fabrikautomatisierung und Fabrikbetrieb an der Otto-von-Guericke-Universität Magdeburg.
Die Logistik prägt Michael Schenk spätestens mit seiner Berufung zum Universitätsprofessor – Lehrstuhl für Logistische Systeme – an der Otto-von-Guericke-Universität Magdeburg im Jahr 2003. Im gleichen Jahr initiierte er als Leiter des Fraunhofer IFF den Erweiterungsbau des Virtual Development and Training Centre (Fraunhofer VDTC), welches seitdem eine einzigartige 360° Umgebung für virtuelle Planungen und Trainings bietet. Mit der Erweiterung wurde auch ein Anker für das erfolgreiche Entwicklungsvorhaben Wissenschaftshafen Magdeburg gesetzt.
Von 2013 bis 2019 hat sich Michael Schenk als Vorsitzender des Verbunds Produktion der Fraunhofer-Gesellschaft verdient gemacht.
Michael Schenk ist Verfasser und Herausgeber von wissenschaftlichen Büchern und Beiträgen zu Produktion und Logistik. Er trägt durch sein Wirken in Gremien aktiv zu der Weiterentwicklung der angewandten Forschung in den Disziplinen bei. Sein starkes Engagement für die Wissenschaft und Gesellschaft hat umfangreiche Ehrungen erhalten.

## Ehrungen
- 11. Mai 2017: Verleihung der Grashof-Denkmünze des VDI
- 25. Februar 2016: Verleihung des Bundesverdienstkreuzes am Bande
- 4. Juni 2014: Verleihung der Ehrenmitgliedschaft der Bundesvereinigung Logistik e.V.
- 16. April 2013: Fraunhofer-Medaille für seine Verdienste um die angewandte Forschung und die Fraunhofer-Gesellschaft
- 25. Juni 2010: Verleihung der Ehrendoktorwürde der Universität Miskolc, Ungarn
- 31. August 2009: Verleihung der Ehrenprofessur des Luftfahrtinstituts Charkiw ChAI, Ukraine
- 6. November 2008: Verleihung der Ehrennadel der Ingenieurkammer Sachsen-Anhalt
- 19. September 2008: Verleihung der Ehrendoktorwürde der Polytechnischen Universität Odessa, Ukraine
- 27. Juni 2007: Verleihung der Ehrendoktorwürde der Staatlichen Technischen Universität – Moskauer Institut für Automobil- und Straßenwesen MADI, Russland
- 22. November 2006: Auszeichnung mit dem Regionalpreis der Region Magdeburg
- 2000: Verleihung der Gruson-Ehrenplakette des VDI[1]
- 1990: Auszeichnung mit dem Forschungspreis der Otto-von-Guericke-Universität Magdeburg[2]

## Gremienarbeit
- Vorsitzender des VDI-Landesverbandes Sachsen-Anhalt (2007–2013)
- Mitglied im Präsidium des Vereins Deutscher Ingenieure (VDI), Vorsitzender des Regionalbeirats (2009–2014)
- Mitglied Acatech – Deutsche Akademie der Technikwissenschaften
- Mitglied Deutsch Russisches Forum e. V.
- Mitglied Wissenschaftliche Gesellschaft für Arbeits- und Betriebsorganisation WGAB e.V.
- Mitglied Wissenschaftliche Gesellschaft für Montage, Handhabung und Industrierobotik MHI e.V.
- Mitglied des Vorstands Zweckverband zur Förderung des Maschinen- und Anlagenbau Sachsen-Anhalt –FASA e.V.[2]

## Werke
- Fabrikplanung und Fabrikbetrieb (Schenk, Wirth, Müller)
- Factory Planning Manual (Schenk, Wirth, Müller)
- Produktion und Logistik mit Zukunft (Schenk)
- Instandhaltung technischer Systeme (Schenk)
- Produktivitätsmanagement von Dienstleistungen (Schlick, Schenk, Spath, Ganz)
- Industrielle Dienstleistungen und Internationalisierung (Schenk, Schlick)